# Tour du Finistère

Finistères läge i Frankrike. Loppet går i den södra halvan av departementet.

Tour du Finistère är ett franskt endagslopp i landsvägscykling som avhållits årligen sedan 1986 kring Quimper i departementet Finistère. Det var ett amatörlopp fram till och med 1999, men öppnades för professionella år 2000. När UCI Europe Tour instiftades 2005 inkluderades Tour du Finistère i denna och loppet klassificeras sedan dess som 1.1.
2004 flyttades loppet från september till slutet av maj och 2005 när både Tour du Finistère och Tro Bro Leon (som också hålls i Finistère) båda togs upp i Europe Tour flyttades de samman så att Finistère gick på lördagen, dagen före Leon, i mitten av april. 2021 flyttades båda loppen till maj, men nu separerade till var sin helg, så att Leon körs på söndagen och Finistère på lördagen sex dagar senare, men nu dagen före Europe Tour-loppet Boucles de l'Aulne som också körs i Finistère (och legat i maj/juni sedan 2006). Så tre förut tidsmässigt utspridda lopp i världens ände  har således samlats ihop till en åttadagarsperiod.
Loppet är cirka 200 kilometer långt och ganska backigt (2024 totalt 2997 höjdmeters klättring) och går i en krokig slinga norr om start- och målorten Quimper, där det avslutas med några varv på en kortare slinga (fyra varv på en 9780 meter lång varvbana 2024). Utöver priser till de första över mållinjen, finns det även en poängpristävling (2024 sex inlagda spurter, varav tre på backkrön, som vardera gav 5, 3 respektive 1 poäng till de tre främsta - den som har flest poäng sammanlagt vinner, och om flera har samma totalpoäng vinner den som var först i mål av dessa) och ett pris till bäst placerade cyklist från Bretagne.

## Podieplaceringar
Loppet ställdes in 2020 på grund av Coronapandemin.
| År             | Vinnare                | Tvåa                 | Trea                 |          |
| -------------- | ---------------------- | -------------------- | -------------------- | -------- |
| Amatörer       |                        |                      |                      |          |
| 1986           | Jean-Jacques Lamour    | Philippe Tranvaux    | Philippe Dalibard    |          |
| 1987           | Philippe Dalibard      | David John Tonks     | Dominique Le Bon     |          |
| 1988           | Pierre Le Bigaut       | Philippe Quéméneur   | Bertrand Sourget     |          |
| 1989           | Philippe Dalibard      | Camille Coualan      | Eric Heulot          |          |
| 1990           | Philippe Mondory       | Stéphane Galbois     | Camille Coualan      |          |
| 1991           | Dominique Le Bon       | Jean-Louis Conan     | Frederic Galerne     |          |
| 1992           | Pierre-Henri Menthéour | Jean-Philippe Rouxel | Jean-Louis Conan     |          |
| 1993           | Dominique Le Bon       | Eric Le Rigoleur     | Pascal Le Tanou      |          |
| 1994           | Pascal Deramé          | Michel Lallouët      | David Delrieu        |          |
| 1995           | Michel Lallouët        | Anthony Morin        | Dominique Rault      |          |
| 1996           | Camille Coualan        | Dominique Rault      | Sylvain Desbois      |          |
| 1997           | Walter Bénéteau        | Christophe Faudot    | Jean-Philippe Rouxel |          |
| 1998           | Franck Trottel         | Freddy Ravaleu       | Nicolas Dumont       |          |
| 1999           | Laurent Estadieu       | Pascal Pofilet       | Michel Lallouët      |          |
| Professionella |                        |                      |                      |          |
| 2000           | Sébastien Hinault      | Jean-Cyril Robin     | Anthony Langella     |          |
| 2001           | Franck Renier          | Jean-Cyril Robin     | Xavier Jan           |          |
| 2002           | David Bernabéu         | Johan Coenen         | Eddy Lembo           |          |
| 2003           | Nicolas Fritsch        | Yoann Le Boulanger   | Julien Laidoun       |          |
| 2004           | Daniele Balestri       | Mickaël Buffaz       | Bert Scheirlinckx    |          |
| 2005           | Simon Gerrans          | David Moncoutié      | Jurij Trofimov       |          |
| 2006           | Sergej Kolesnikov      | Pierrick Fédrigo     | Mikel Gaztañaga      |          |
| 2007           | Niels Brouzes          | Yann Huguet          | Konstantin Klyuev    |          |
| 2008           | David Le Lay           | Aleksejs Saramotins  | Rémi Pauriol         |          |
| 2009           | Dimitri Champion       | Pierrick Fédrigo     | Anthony Geslin       |          |
| 2010           | Florian Vachon         | Leonardo Duque       | Cédric Pineau        |          |
| 2011           | Romain Feillu          | Armindo Fonseca      | Sandy Casar          |          |
| 2012           | Julien Simon           | Samuel Dumoulin      | Jonathan McEvoy      |          |
| 2013           | Cyril Gautier          | Frederik Veuchelen   | Anthony Geslin       |          |
| 2014           | Antoine Demoitié       | Julien Simon         | Armindo Fonseca      |          |
| 2015           | Tim De Troyer          | Jérôme Baugnies      | Julien Simon         |          |
| 2016           | Baptiste Planckaert    | Samuel Dumoulin      | Alexandre Geniez     |          |
| 2017           | Julien Loubet          | Julien Simon         | Pierre-Roger Latour  |          |
| 2018           | Jonathan Hivert        | Romain Bardet        | Guillaume Martin     |          |
| 2019           | Julien Simon           | Andrea Vendrame      | Baptiste Planckaert  |          |
| 2020           | inställt               | inställt             | inställt             | inställt |
| 2021           | Benoît Cosnefroy       | Sean De Bie          | Rasmus Fossum Tiller |          |
| 2022           | Julien Simon           | Clément Venturini    | Sandy Dujardin       |          |
| 2023           | Paul Penhoët           | Sandy Dujardin       | Axel Zingle          |          |
| 2024           | Benoît Cosnefroy       | Corbin Strong        | Rudy Molard          |          |
| 2025           | Aubin Sparfel          | Bastien Tronchon     | Émilien Jeannière    |          |